# قياء
قياء مركز يتبع محافظة الطائف في منطقة مكة المكرمة. تقع إلى الجنوب الشرقي من مدينة الطائف، وتبعد عنها قرابة 70 كم.